# Wojciech Walasik
Wojciech Tomasz Walasik (ur. 20 maja 1963 w Łodzi, zm. 3 lutego 2023 w Kozienicach) – polski aktor teatralny i filmowy. Znany m.in. z ról w serialach: Klan, Plebania i Ojciec Mateusz.

## Życiorys
Syn Zygmunta i Danieli. W 1987 roku ukończył studia na Wydziale Aktorskim Państwowej Wyższej Szkoły Filmowej, Telewizyjnej i Teatralnej im. Leona Schillera w Łodzi. Był związany z Teatrem Polskim w Poznaniu (1987–1988), Teatrem Studyjnym’83 im. Juliana Tuwima (1988–1997) i Teatrem Nowym w Łodzi (1997–2009). W latach 2001–2011 wykładowca łódzkiej Akademii Muzycznej im. Grażyny i Kiejstuta Bacewiczów.
Zmarł 3 lutego 2023 roku. Został pochowany na cmentarzu parafialnym w Pajęcznie.

## Filmografia
- 1988: Niezwykła podróż Baltazara Kobera − rudzielec
- 1989: Porno − mężczyzna na sylwestrze u Julii
- 1990: Pożegnanie jesieni − baron Chwazdrygiel
- 1991: Ene...due...like...fake... − narrator
- 1991: Kroll − kwatermistrz
- 1991: Obywatel świata − Wojtek
- 1992: Czarne słońca − ksiądz
- 1992: Kawalerskie życie na obczyźnie − robotnik
- 1992: Listopad − asystent profesora
- 1993: Moja historia − dziennikarz na konferencji prasowej w Gdańsku
- 1993: Przypadek Pekosińskiego − szachista
- 1993: Siedmiomilowe trampki − koci żołnierz (głos, partie wokalne)
- 1996: Złote runo − mężczyzna w pociągu
- 1997–2011: Klan − Bronisław Porębski, „mąż” Czesi
- 2000–2005: Plebania − Jarek, brat Maryli (odc. 17, 19, 163 i 164); Mietek (odc. 581, 582 i 584)
- 2000: Noc świętego Mikołaja − ksiądz
- 2001: Cisza − barman w klubie techno
- 2001: Marszałek Piłsudski − aktor „Zielonego Balonika”
- 2001: Tam i z powrotem − milicjant
- 2003–2005: Sprawa na dziś − Kalendowski, dyrektor Zoo
- 2004: Glina − policjant Sawczuk (odc. 9)
- 2004: Panienki − policjant (odc. 1)
- 2005: Boża podszewka II − mężczyzna w biurze PUR-u (odc. 1)
- 2006: Kryminalni − Leszek Dornal (odc. 50)
- 2008: Rozmowy nocą − kierownik sali
- 2009: Piksele − pielęgniarz Zenon
- 2012: Pokłosie – taksówkarz
- 2013–2014: Ojciec Mateusz – Jan Bienias, ojciec Antka i Pawła (odc. 121); Kordek (odc. 142)